# عبد الله ناصر (لاعب كرة قدم مواليد 1997)
عبد الله ناصر عبد العزيز لاعب كرة قدم سعودي و يلعب كجناح أيمن أو ظهيرأيمن في نادي جرش.

## مسيرة اللاعب
لعب في نادي أبها ونادي النجوم ونادي البكيرية ونادي جرش.

## وصلات خارجية
عبد الله ناصر عبد العزيز